# Русско-печенежские войны
Ру́сско-печене́жские во́йны — череда военных конфликтов на протяжении чуть больше века, носивших характер так называемой «малой войны». Боевые действия заканчивались, как правило, молниеносным набегом печенегов на русские селения или города и столь же быстрым уходом. Основной целью печенежских набегов был захват добычи (невольники, скот, имущество), и поэтому печенежская орда не угрожала независимости Руси, но несмотря на это, она наносила огромный вред сельскому хозяйству, людским и материальным ресурсам Руси. В то же время печенеги использовались русскими князьями в качестве наёмной силы в войнах как против внешних врагов, так и во внутренней (междоусобной) войне.

## Печенеги
Печенеги (араб. баджнаки, греч. пачинакиты) являлись союзом тюркских кочевых племён. По мнению М. И. Артамонова их древнее местожительство находилось к северу от Аральского моря, включая нижнее и среднее течение Сыр-Дарьи. В конце VIII ― начале IX веков печенеги заняли степи между Волгой (др. Итиль) и Уралом (др. Яик), вытеснив оттуда угров. Там печенеги создали племенной союз, в который вошли местные сарматские и часть финно-угорских племён. Вскоре, однако, они были вытеснены оттуда более многочисленным племенным объединением огузов и кыпчаков. Некоторая часть печенежского союза вошла в состав последних, но основная их масса перешла Волгу, и, разгромив, согласно «Хронике» Регино Прюмского в 889 году, осевших в Ателькузе угров, заняли широкую полосу степей Северного Причерноморья. Многие этнически родственные печенегам местные кочевые племена вошли в состав их орды.
Печенежская орда граничила с Русью, Византией, Болгарским царством и Хазарским каганатом. Эти государства стали систематически подвергаться печенежским набегам. Охридский архиепископ Феофилакт так характеризовал печенегов и их набеги:
Их набег — удар молнии, их отступление тяжело и легко в одно и то же время: тяжело от множества добычи, легко — от быстроты бегства. Нападая, они всегда предупреждают молву, а отступая, не дают преследующим возможности о них услышать. А главное — они опустошают чужую страну, а своей не имеют…
Жизнь мирная — для них несчастье, верх благополучия — когда они имеют удобный случай для войны или когда насмехаются над мирным договором. Самое худшее то, что они своим множеством превосходят весенних пчёл, и никто ещё не знал, сколькими тысячами или десятками тысяч они считаются: число их бесчисленно.— Из обращения Феофилакта императору Алексею Комнину 

## Русь
Появление печенегов у южных рубежей восточнославянских племён совпало со временем формирования на землях последних единого Древнерусского государства. Русские князья осуществляли походы на разрозненные славянские племена, объединяя их под единой централизованной властью с центром в Киеве. Во то же время Русь вела войны с другими государствами и племенными объединениями, такими как Византия, Хазария, Болгарское царство, Польша и др., а также периодически находилась и в междоусобной войне.

## Ход войны (периоды правления русских князей)

### Аскольд и Дир
Первое упоминание о столкновении Руси с печенегами содержится в Никоновской летописи в 875 (6375) году, когда киевские князья Аскольд и Дир, после неудачного похода на Византию, нанесли поражение появившимся в Приднепровье печенегам, ― «Того же лета избиша множество печенег Осколд и Дир».
Ряд исследователей ставит под сомнение сообщение летописца относительно печенегов, так как они в 894 году только переправились через Волгу и до 894 года на Дону воевали с уграми. Предполагают, что первоначально в нём фигурировали хазары, венгры или булгары, которые позднее были заменены на этноним «печенеги». Однако, по мнению В. А. Волкова, на Руси хорошо различали своих степных кочевых врагов, и вполне возможно, что часть печенежских сил могла появиться у киевских рубежей и в 875 году.

### Игорь
Под 915 (6423) годом во время княжения Игоря Рюриковича летописью упоминается первое вторжение печенегов на Русь, ― «Приидоша первое печенеги на Рускую землю». Появлению печенегов в русских пределах способствовала византийская дипломатия. Однако военного столкновения не произошло. По сообщению той же летописи, ― печенеги «…створиша мир с Игорем, идоша к Дунаю».
Существует также предположение, что печенеги, будучи втянутыми в то время в конфликт Византии с Болгарским царством на стороне первой, пытались предупредить участие в нём Руси.
Мир, впрочем, продлился недолго и уже в 920 (6428) году князь Игорь, по сообщению летописи, ― «…воеваше на печенегы». Осталось неизвестным, — кто был инициатором конфликта. Вполне возможно, что это была ответная реакция князя Игоря на некий печенежский набег.
Во время 2-го похода 943―944 годов Игоря на Византию, который представлял собой реванш за поражение в 1-м походе, он нанял печенегов, предварительно взяв у них заложников, и после заключения в 944 году мирного договора с Византией, князь «повелел печенегам воевати Болгарскую землю», являвшейся на тот момент союзницей Византии.
С последнего похода Игоря на печенегов в 920 году летописи долгое время ничего не упоминали о набегах печенегов на Русь или о каких-либо столкновениях с ними. Основываясь на этом, ряд позднейших исследователей полагали, что до 968 года печенеги не беспокоили Русские земли, однако, как отмечает В. В. Каргалов, их набеги на русское пограничье были уже обычным делом, и не имели такой значимости, чтобы вносить их на страницы летописей. Так византийский император Константин VII Багрянородный в своём трактате «Об управлении империей» сообщал, что когда печенеги не имеют с русами мира, то они «частенько грабят Ро́сию, наносят ей значительный вред и причиняют ущерб». Также он сообщал, что у Днепровских порогов печенеги систематически нападают на судовые торговые караваны русов, которые из-за этого вынуждены были постоянно нести бдительную охрану.

### Святослав
В начале княжения Святослава Игоревича, военных (по крайней мере крупных) столкновений с печенегами не происходило. Напротив, арабский автор Ибн Хаукаль даже называет их союзниками Руси: «они — шип русийев и их сила». Известно, что в 965 (6473) году одновременно с походом Святослава на Хазарию на хазар напали и некие тюркские кочевники. Возможно, это были именно печенеги.

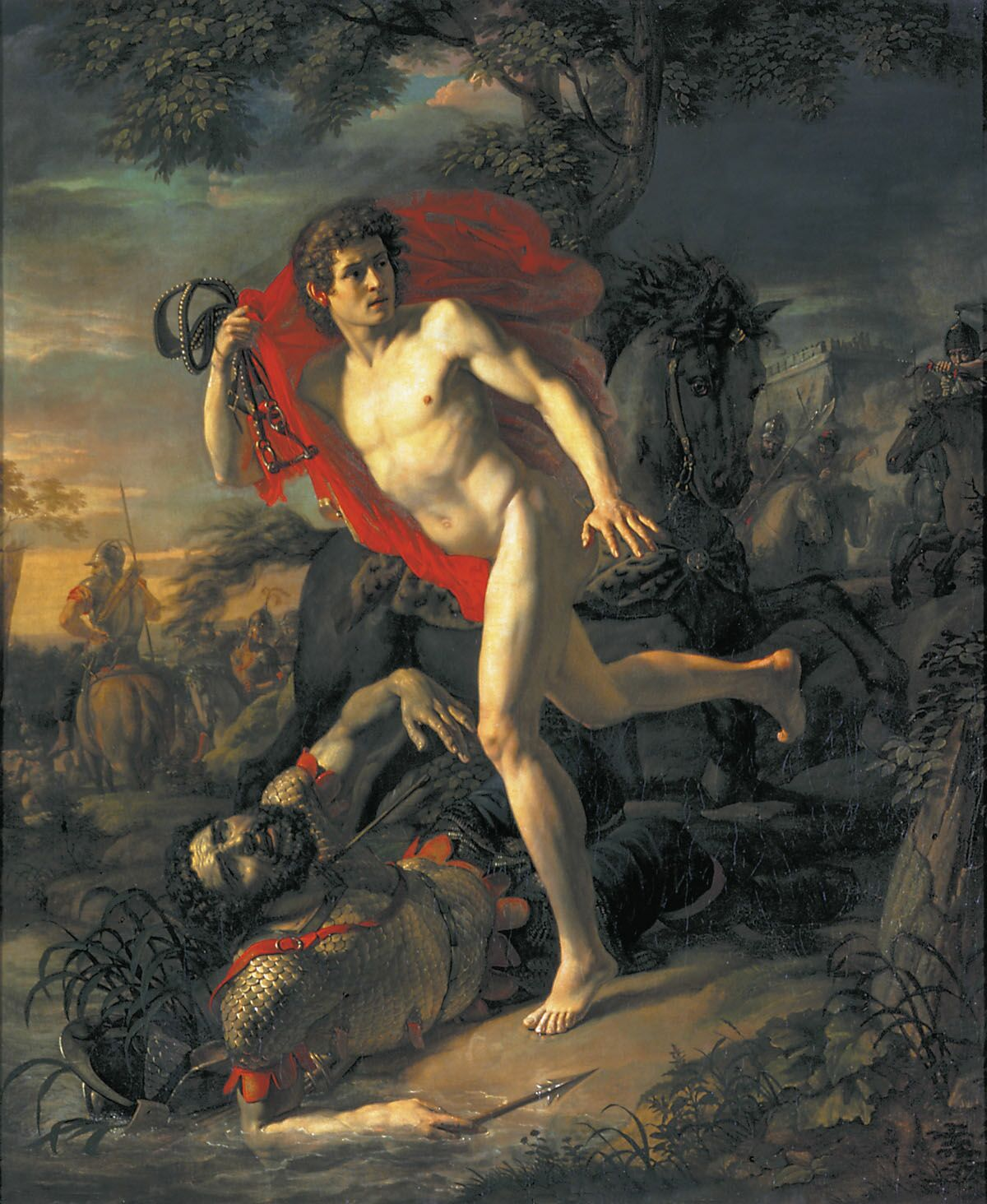
Подвиг молодого киевлянина при осаде Киева печенегами в 968 г. Худ. А. И. Иванов.

Однако в 968 (6476) году во время похода Святослава в Болгарское царство, печенеги внезапно осадили Киев. Находясь в плотном кольце и изнемогавшие от голода и жажды, киевляне были отрезаны от путей сообщения. В городе также находились мать Святослава Ольга и его сыновья Ярополк, Олег и Владимир. На противоположном берегу Днепра в это время стоял небольшой русский отряд под руководством воеводы Претича. На собранном в городе вече горожане принялись искать того, кто сможет перебраться на тот берег и передать воеводе: «Если не подступите утром к городу, ― сдадимся печенегам». На выполнение этого задания вызвался некий отрок, знавший печенежский язык. Незаметно выйдя из города, он с уздечкой в руке прошёл через печенежские заслоны и, дойдя до реки, сбросил с себя одежду и прыгнул в воду. Печенеги безуспешно принялись стрелять в лазутчика с луков. Происходящее увидели с другого берега, и тут же на ладье поплыли к нему на встречу и, подобрав, доставили его к Претичу, который выслушал обращение горожан. После этого воевода решил любой ценой пробиться к городу и освободить княгиню и княжичей, объявив дружинникам, что «Если же не сделаем этого, то погубит нас Святослав».
Ближе к рассвету следующего дня отряд Претича, погрузившись в ладьи, громко озвучил своё движение множеством боевых труб. В самом городе киевляне принялись кричать. Печенеги, посчитав, что это идёт Святослав, обратились в беспорядочное бегство, но позже вновь собрались и расположились у реки Лыбедь. В тот же день печенежский хан лично отправился парламентёром к Претичу уточнить не он ли князь. Претич ответил, что он воевода, и пришёл с передовым отрядом, а за ним идёт сам князь Святослав с главными силами. Хан же предложил: «Будь мне другом», после чего он подарил Претичу коня, саблю и стрелы. Последний в свою очередь подарил хану кольчугу, щит и меч.

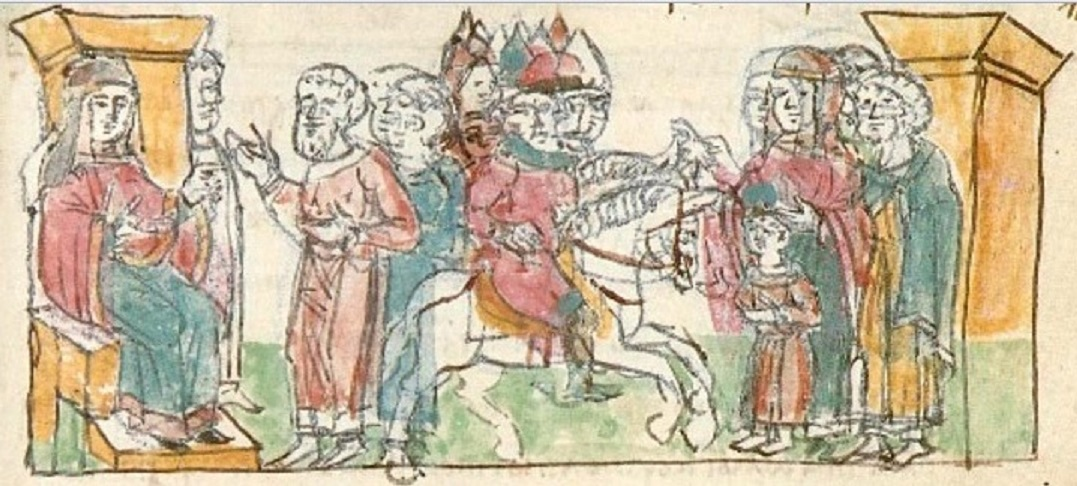
Отправка Ольгой гонцов к Святославу, и его прибытие в Киев для защиты от печенегов. Радзивиловская летопись.

В то же время княгиня Ольга снарядила к Святославу гонцов с письмом следующего содержания:
Ты, князь, ищешь чужой земли и о ней заботишься, а свою покинул, а нас чуть было не взяли печенеги, и мать твою, и детей твоих. Если не придёшь и не защитишь нас, то возьмут-таки нас. Неужели не жаль тебе своей отчины, старой матери, детей своих?— Ипатьевская летопись 
Святослав находился в то время в Переяславце. Получив данное письмо, он с войском тут же направился в Киев, и в кратчайшие сроки прибыл в столицу. Оттуда он сразу же устремился на печенегов и, нанеся им поражение, отогнал их в глубь степей.
В 970 (6478) году во время Русско-византийской войны печенеги и угры выступили союзниками Руси, но в отличие от «порабощённых» болгар, оба первых действовали самостоятельно. В битве под Аркадиополем печенеги, составлявшие один из флангов русского войска, были заманены византийцами в засаду и там разгромлены.

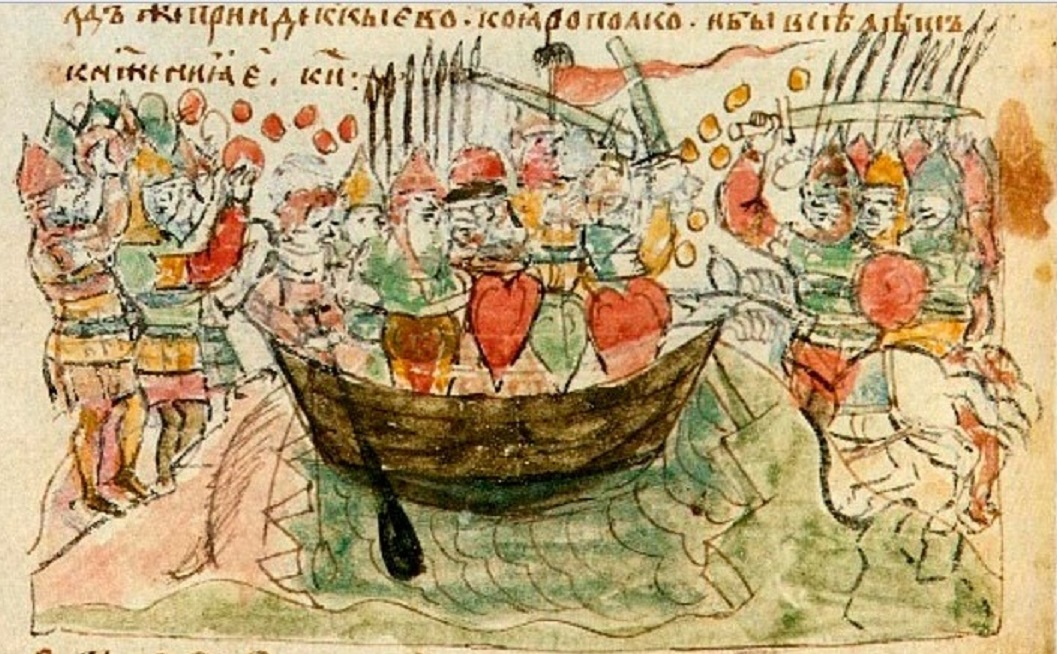
Гибель Святослава у Днепровских порогов. Радзивиловская летопись.

После ряда сражений под Доростолом в апреле—июле 971 (6479) года между русским и византийским войсками, 23 июля был заключён русско-византийский мирный договор. Сразу после этого византийский император Иоанн Цимисхий отправил к печенегам с «дорогими подарками» видного дипломата ― епископа Феофила Евхаитского. По сообщению хрониста Скилицы, Феофил от имени императора предлагал им «стать его друзьями и союзниками», а также просил хана Курю не препятствовать возвращению русов на родину, но последний, якобы, отклонил просьбу относительно русов (ещё за день до мирного договора Святослав, обращаясь к своей дружине, упомянул, ― «… а печенеги с нами ратны [в войне]»). Ряд исследователей полагают, что миссия Феофила заключалась именно в том, чтобы навести печенегов на Святослава. В то же время русские летописи сообщают, что переяславцы (болгары) послали печенегам известие:
Вот идёт мимо вас на Русь Святослав с небольшой дружиной, забрав у греков много богатства и пленных без числа.— Ипатьевская летопись 
Заключив договор с Цимисхием, Святослав водным путём отправился на родину. Устье Днепра было уже занято печенегами и опытный воевода Свенельд советовал Святославу двигаться дальше сухим путём, однако последний, вероятно из-за большого количества раненных и больных, предпочёл перезимовать в Белобережье, а Свенельда с частью дружины отправил тем путём для сбора рати, с которой он должен был вернуться. Зимовка в Белобережье была крайне тяжёлой «и был у них великий голод», а помощь так и не прибывала. Тогда, не дожидаясь последней, Святослав с наступлением весны 972 (6480) года продолжил своё движение по речному пути. У Днепровских порогов продолжали стоять большие полчища печенегов, ожидавшие возвращения русов, которые при переходе через те пороги были окружены и полностью уничтожены. Русы погибли все до единого, включая князя Святослава. Из его черепа хан Куря велел сделать чашу для питья, оковав её золотом. Гибель Святослава также отражена и в византийских источниках.

### Ярополк
После гибели Святослава Киевский стол занял его старший сын Ярополк (на момент вокняжения ему было не более 11 лет, а его регентом стал Свенельд). Тогда же участились и набеги печенегов на Русь.
В 978 (6486) году Ярополк нанёс печенегам крупное поражение и даже обложил их данью, ― «Победил Ярополк печенегов, и возложил на них дань». В следующем 979 (6487) году один из печенежских ханов по имени ― Илдей перешёл на службу к князю «… и бил челом Ярополку в службу; Ярополк же принял его и дал ему грады и волости».
В то же время на Руси началась первая междоусобица. Свенельд убедил Ярополка идти на его брата Олега (князя древлянского), который до этого убил сына Свенельда ― Люта. В 977 (6485) году во время штурма Ярополком Овруча, Олег погиб. Владимир, опасаясь той же участи, бежал к норвежскому правителю Хакону «Могучему». Ярополк тут же занял Новгород, но в 980 (6488) году Владимир вернулся с варяжским войском и, собрав так же большую рать в северных землях Руси, двинулся на Киев. Когда Владимир предложил Ярополку выйти на переговоры, один из отроков последнего ― Варяжко, советовал своему князю:
Не ходи князь, убьют тебя, беги лучше к печенегам и приведи от них войско.— Ипатьевская летопись 
Однако Ярополк отклонил данное предложение и, выйдя к Владимиру на переговоры, был убит его людьми.

### Владимир
С вокняжением в Киеве Владимира набеги печенегов на Русь приобрели новую силу. Варяжко, который бежал к печенегам сразу после гибели Ярополка, принялся мстить за своего князя, участвуя с ними в их набегах, ― «… и долго воевал с печенегами против Владимира». Последний, не в силах справиться с энергичным Варяжко, с трудом уговорил его перейти на свою сторону, дав клятвенное обещание ― не причинять никакого вреда.
К 988 (6496) году летописи относят начало строительства вдоль степной границы для защиты от частых печенежских набегов оборонительных линий или так называемых ― Змиевых валов.
И стал ставить города по Десне, и по Остру, и по Трубежу, и по Суле, и по Стугне. И стал набирать мужей лучших от славян, и от кривичей, и от чуди, и от вятичей, и ими населил города, так как была война с печенегами. И воевал с ними, и побеждал их.— Ипатьевская летопись 
Построенные города, исполнявшие функцию застав, соединялись между собой валами, на которых на определённой дистанции устанавливались сигнальные вышки. Данная сеть укреплений создавала ряд проблем для печенегов, в частности лишая их набеги фактора внезапности. Дозорные вели круглосуточное наблюдение. Кроме того, на значительном расстоянии от застав в сторону «Дикого поля» конные разъезды патрулировали подступы к русским рубежам. В случае появления печенежских скоплений, те разъезды спешили известить гарнизоны, которые в свою очередь зажигали сигнальные огни. В другие города посылались гонцы, а гарнизоны тем временем держали оборону до подхода помощи. Буферная зона была расширена в сторону степи вдвое, — от одного до двух дней пути. В данных условиях исключался молниеносный набег отдельных печенежских отрядов на незащищённые сёла. Для успешного вторжения в русские пределы печенегам теперь нужно было предпринимать только масштабные походы объединёнными силами.
988 год также знаменателен крещением Руси. По всей видимости военные успехи Владимира как в оборонительных, так и активных действиях, ― явились следствием новых взаимоотношений между ним и некоторыми печенежскими ханами. Так по сообщению Никоновской летописи в том же году к нему пришёл хан Метигай и принял крещение, а в 991 (6499) году крестился хан Кучюг, при этом поступив на службу к Великому князю, ― «… и служил Владимиру от чистого сердца». В дальнейшем, согласно Никоновской летописи, ― бывший печенежский хан Кучюг неоднократно отличался в боях с печенегами.
В 990 (6498) году, согласно Никоновской летописи, печенеги в большом количестве вторглись в русские пределы и «и много зла сотворили», но были наголову разбиты собранным Владимиром большим войском. По сообщению той же летописи, ― мало кому из них удалось бежать.

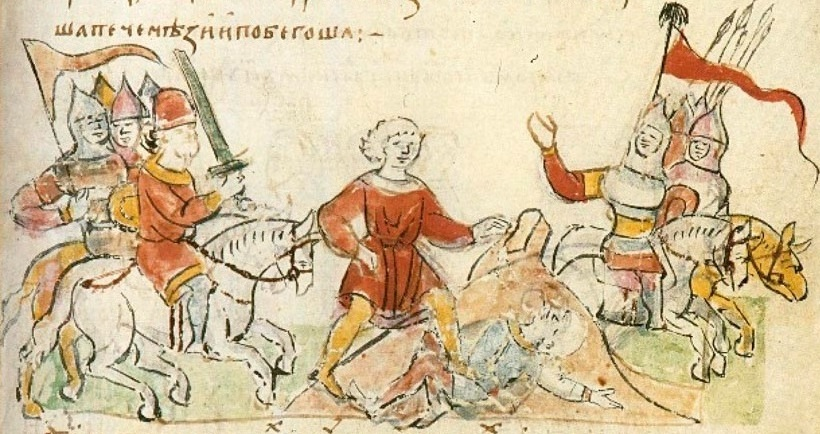
Победа русского богатыря над печенежским (992). Радзивилловская летопись.

В 992 (6500) году состоялся крупный поход печенегов на Русь. Их объединённые силы выступили со стороны реки Сулы. Владимир успел собрать необходимые для отражения противника силы и встретил его у брода на реке Трубеже. Оба войска выстроились друг против друга по противоположным берегам реки, не предпринимая никаких активных действий. Далее летопись приводит рассказ о поединке печенежского богатыря с русским, Яном. Русские, вдохновлённые победой своего бойца, с боевыми кличами бросились на печенегов, которые, не выдержав атаки, были обращены в беспорядочное бегство.
В 996 (6504) году печенеги вновь вторглись с русские переделы и подошли к реке Стугне. На этот раз Владимир не успел собрать достаточно сил и, выйдя им на встречу «с малою дружиною», в битве под Василёвом потерпел поражение. Русские, не успев принять боевой порядок, обратились в бегство. Сам Владимир едва избежал гибели, укрывшись под мостом, а после затворился в Василёве. Стугненский рубеж находился в дневном переходе (30—35 км) от Киева и, следовательно, столица находилась под угрозой. Однако змиевые валы и укреплённые пункты Среднего Поднепровья явились причиной того, что печенегам так и не удалось дойти до Киева. Гарнизоны не сдавались, а печенеги, главной целью которых являлась нажива, не тратили время на осады и, тем более, не пытались взять те укрепления штурмом, в результате чего последние оставались у них в тылу, проводя со своей стороны активные действия. Однако несмотря на это, большое количество сёл в тот год всё-таки было печенегами разорено.
Поражение Владимира под Василёвом вдохновило печенегов, и с того времени по словам летописца ― «шла беспрерывная великая война». Не имея достаточных сил для противодействия печенежским набегам, Владимир в 997 (6505) году отправился в Новгород для сбора рати. Тем временем печенеги, узнав, что Владимир отбыл на север, в том же году осадили Белгород. Город был взят в плотное кольцо, а сама осада затянулась. Печенеги рассчитывали взять город измором. В нём действительно начался голод, и горожане, согласно летописи, на собранном вече постановили:
Вот уже скоро умрём от голода, а помощи нет от князя. Разве лучше нам так умереть? Сдадимся печенегам - кого оставят в живых, а кого умертвят; всё равно помираем от голода.— Ипатьевская летопись 
Существует предание, согласно которому, ― белгородцы по совету некоего старца, предложившего повременить со сдачей города, вырыли два колодца и установили там кадки, заполнив одну ― болтушкой (из собранных со всего города остатков овса, пшеницы или отрубей), а другую ― медовой сытой. После этого жители пригласили печенегов для переговоров. Белгородцы показали им колодцы и угостили их содержимым, поведав, что здесь сама земля истощает пищу, а потому, осада может длиться вечно и голодная смерть горожанам не угрожает. Печенеги посчитали бессмысленным продолжать осаду и отступили от Белгорода.
В 1000 (6508) году, когда Владимир находился в походе на Болгарское царство (а 6 тыс. русов участвовали в византийском походе в Армению), некий Володарь (называемый В. Н. Татищевым ― изменником, забывшим «благодеяние господина своего») со своим братом навёл печенегов на Киев. Последние «во многом числе» обложили город, в котором среди жителей поднялось большое смятение. Однако находившаяся в нём дружина под руководством воеводы Александра Поповича произвела ночную вылазку, истребив большое количество осаждавших, после чего печенеги бежали.
В следующем 1001 (6509) году уже против печенегов состоялся поход русских войск под руководством Александра Поповича и Яна Усмошвеца. В ходе данной экспедиции русские «избили множество печенегов», а также взяли в плен их хана Родмана и трёх его сыновей, которых привели к Владимиру в Киев.
В 1004 (6512) году печенеги вновь осадили Белгород, однако, при подходе к городу крупных русских сил во главе с Александром Поповичем и Яном Усмошвецом, печенеги бежали обратно в степь.

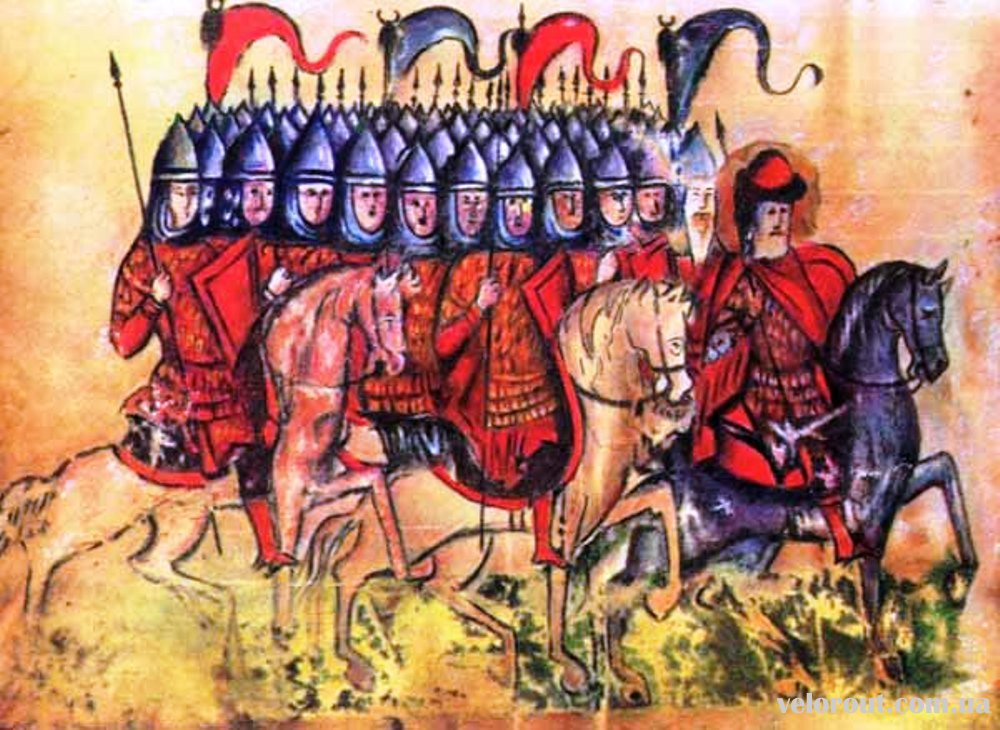
Борис идёт на печенегов (1015). «Сказание о Борисе и Глебе».

В 1014 (6522) году начала развиваться междоусобица. Ярослав, сидевший в Новгороде, отказался посылать ежегодную дань своему отцу в Киев. В следующем 1015 (6523) году Владимир уже подготовился к выступлению в поход на Новгород, однако, находясь ещё в Берестово, он узнал, что с юга на Русь идут печенеги. При Владимире находился его сын Борис, которого он тут же направил отразить печенегов, а сам тем временем сильно заболел и 15 июля того же года умер.

### Святополк — Ярослав Мудрый
После смерти Владимира Киевский стол занял Святополк. Борис тем временем, не обнаружив печенегов, уже на обратном пути узнал о смерти отца и о занятии престола Святополком. На уговоры его дружины, ― «Вот у тебя отцовская дружина и войско. Пойди, сядь в Киеве на отцовском столе», Борис отвечал, что «не поднимет руки на брата своего старшего», и, по словам летописцев, распустив дружину, он вскоре был убит по заказу Святополка. Та же участь вскоре постигла Глеба и Святослава, а также ожидала и остальных братьев.

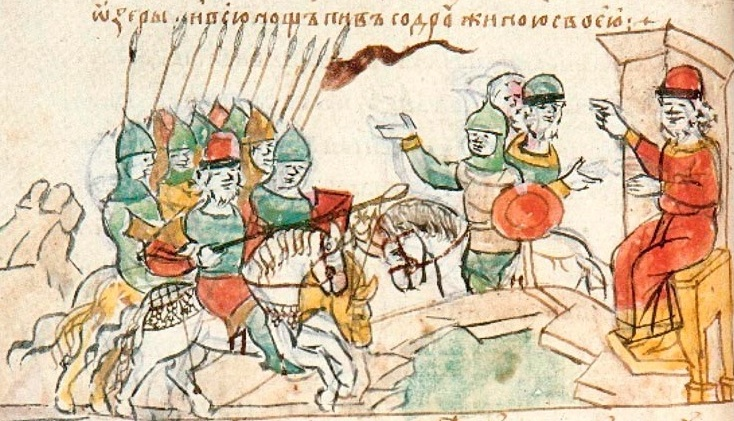
Битва под Любечем (1016). Печенеги, отрезанные озером от союзников. Радзивилловская летопись.

В начавшейся на Руси междоусобной войне между Ярославом и Святополком печенеги выступали на стороне последнего. Кроме печенегов союзником Святополка выступал польский король Болеслав I (Храбрый). Германский хронист Титмар писал, что печенеги по указанию Болеслава совершали частые набеги на русские земли. О том, что Ярослав был измотан систематическими набегами печенегов, сообщает и польский историк А. Поппэ.
Ярослав, предупреждённый сестрой Предславой о сложившейся ситуации и планах Святополка, выступил против него с новгородским войском и наёмной варяжской дружиной конунга Эймунда. Святополк в свою очередь собрал войско из киевских земель и, наняв печенегов, вышел навстречу. В 1016 (6524) году под Любечем произошла битва. Новгородские дружины удачным манёвром отрезали печенегов от основных сил Святополка, что в значительной степени повлияло на исход битвы в тот день в пользу Ярослава. Печенеги в течение всей битвы оставались за озером и фактического участия в ней не принимали.
В следующем 1017 (6525) году печенеги по наущению Болеслава предприняли поход на Киев. В том же году в городе произошёл сильный пожар и множество построек сгорело (включая церкви и городские укрепления). Ярослав, однако, всё же сумел основательно подготовился к осаде. Вокруг города был вырыт глубокий ров и залит водой. Сам ров был накрыт жердями. На стенах были закреплены ветки, для прикрытия защитников от прицельного метания стрел печенежскими стрелками. Двое ворот намеренно были приоткрыты, а за ними сосредоточились приготовленные к бою воины. Подошедшие к городу печенеги «быстро и храбро» ринулись на штурм, и значительная их часть погибла, провалившись в замаскированный ров. Другие устремились в приоткрытые ворота, но «всекошася в Киев», были встречены русской и наёмной варяжской дружинами. Разгорелась ожесточённая битва и по словам летописца, ― «… едва к вечеру одолел Ярослав и победил печенегов, и отбежали они».
В 1018 (6526) году печенеги приняли участие в походе Болеслава и Святополка на Киев. Титмар приводит численность наёмных отрядов, присоединённых к польскому войску: 300 немцев, 500 венгров и 1000 печенегов. Ярослав с южнорусской и новгородской ратями, а также с варяжской наёмной дружиной вышел на встречу, но 22 июля на реке Буге потерпел сокрушительное поражение и бежал в Новгород. 14 августа Болеслав со Святополком вступили в Киев. Часть войск была распущена по домам, а часть разведена по городам и сёлам «на покорм». Однако вскоре необузданное своеволие поляков вызвало народный гнев, и местные жители принялись вооружаться и всюду избивать польские отряды. В том же году Болеслав был вынужден бежать на родину.
Между тем бежавший в Новгород Ярослав, собирался отправиться «за море» к варягам. Однако новгородский посадник Константин Добрынич с новгородцами разбили Ярославовы ладьи, заявив: «Хотим и ещё биться с Болеславом и со Святополком». В том же году Ярослав собрал в Новгороде новое войско и, опять наняв варягов, выступил на Киев. Святополк без сопротивления бежал к печенегам.

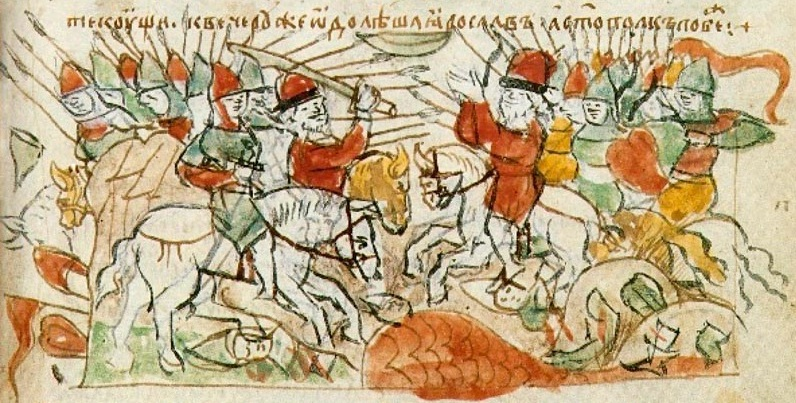
Битва на реке Альте (1019). Радзивилловская летопись.

В следующем 1019 (6527) году Святополк с печенегами «в силе грозной» предпринял крупный поход против Ярослава. Последний, также собрав большое войско из новгородских и южнорусских земель, встретил неприятеля на реке Альте. По словам летописи, ― Ярослав встал на том месте где был убит Борис и, взмолившись об отмщении «…за кровь праведника», с восходом солнца повёл своё войско на печенегов. Битва длилась весь день и отличалась особой ожесточённостью, ― «…и была сеча жестокая, какой не бывало на Руси, и, за руки хватаясь, рубились, и сходились трижды, так что текла кровь по низинам». Лишь к вечеру русские едва одержали победу. Остатки печенегов бежали в степь, а Святополк на запад, где в том же году и умер «… в пустынном месте между Польшей и Чехией».
В 1020 (6528) году печенеги совершили молниеносный набег на русские земли. Ярослав не успел своевременно среагировать, и печенеги, захватив богатую добычу «… и много зла сотворивши, ушли восвояси».
После набега 1020 года летописи в течение 15 лет ничего не упоминали о печенегах. Между тем Ярослав продолжал укреплять южные рубежи Руси. В 1032 (6540) году он начал строить города вдоль реки Роси.
В 1036 (6544) году, когда Ярослав находился в Новгороде, печенеги внезапно осадили Киев. Ярослав тут же, собрав большое войско из новгородцев, киевлян и наёмной варяжской дружины, выступил на защиту столицы. Противники сошлись на широком поле перед самим городом. Ярослав в центре своего войска расположил варягов, правое крыло составили киевляне, а левое ― новгородцы. Битву начали печенеги, атаковавшие всей своей конной массой русский строй, ― «И была сеча злая, и едва к вечеру одолел Ярослав». Печенеги обратились в бегство, «бежавши в разные стороны, и неведома куда бежать». Большое количество их убегая утонуло в Сетомли и других реках.

## Последствия
Битва под Киевом в 1036 году была завершающей в истории русско-печенежских войн. Ряд источников сообщает, что в честь этой победы над печенегами Ярославом на месте битвы был построен храм Святой Софии.
В дальнейшем основная часть печенегов ушла в степи Северо-Западного Причерноморья, а в 1046―1047 годах под руководством хана Тираха перешла по льду Дунай и обрушилась на Болгарию, являвшейся в то время Византийской провинцией, которая периодически то вела с ними ожесточённую войну, то задаривала их подарками. Далее печенеги, не выдержав натиска торков, половцев и гузов, а также войны с Византией, частью на правах федератов поступили на византийскую службу, частью были приняты венгерским королём для несения пограничной службы, и с той же целью частью были приняты русскими князьями.
Другая часть сразу после своего поражения под Киевом ушла на юго-восток, где ассимилировались среди других кочевых народов.

## Комментарии
1. ↑  По сообщению Кедрина (Гл. 1) хазарский город-крепость Саркел был построен именно для защиты от печенегов[4].
2. ↑  Сразу после разгрома печенегов в 992 году Владимир заложил на месте того брода город Переяславль, — «ибо перенял славу отрок тот»[58], а Яна Усмошвеца и его отца пожаловал в бояре[57].
3. ↑  По возвращении в Киев Владимир, по словам В. Н. Татищева, ― возложил на Александра Поповича «гривну золотую» и произвёл его в вельможи при палате своей[60].
4. ↑  В честь победного возвращения русского воинства Владимир устроил грандиозное пиршество, щедро раздавая при этом милостыню храмам, монастырям, нищим, калекам и больным[66][65].
5. ↑  В 1008 году Святополк был отправлен Владимиром к печенегам в качестве аманата как гарантия мира. За время нахождения его среди печенегов, у Святополка образовались очень близкие с ними отношения[73].
6. ↑  С. М. Соловьёв, ссылаясь на Новгородскую 3-ю летопись[82], согласно которой пожар в Киеве и «злая сеча» с печенегами упоминаются под одним годом, ― относит это сражение к 1017 году[83][83].
7. ↑  По сообщению летописей, ― избиение польских воинов произошло по указанию Святополка, получавшего неоднократные жалобы от жителей[84]. По мнению А. Поппэ, ― уходу поляков из Киева, также способствовал их конфликт с печенегами[86].
8. ↑  Согласно летописи, ― вначале раненного Святополка на носилках доставили в приграничный с Польшей Берестье, а оттуда он отправился дальше на запад, где и «окончил бедственно жизнь свою»[84]. Согласно «Эймундовой саге», ― ночью в шатре он был убит Эймундом[87].